# 三界镇 (明光市)
三界镇，是中华人民共和国安徽省滁州市明光市下辖的一个镇。

## 行政区划
三界镇下辖以下地区：
三界社区、梅郢村、郑岗村、碾城村、三界村、西王村、张老郢村和小路村。